# Rodolfo Cimino
Rodolfo Cimino, né le 16 octobre 1927 à Palmanova et mort le 31 mars 2012 à Mestre, est un auteur italien de bande dessinée Disney.
Il est considéré comme l'un des principaux auteurs italiens de bandes dessinées Disney, ayant créé plus de 700 histoires en plus d'un demi-siècle de carrière, caractérisées par un style personnel qui fait de lui un maître du genre.

## Biographie
Vers la fin de sa carrière de scénariste et encreur, au cours de sa carrière politique, il écrit encore quelques scénarios qui sont publiés en 1983, et trois en 1985,,, mais il revient à une collaboration permanente avec Mondadori en 1987. Après son retour, fortement souhaité par Massimo Marconi et Elisa Penna (giornalista) (it), alors respectivement rédacteur en chef et rédactrice en chef adjointe, et suscitant initialement la perplexité de Gaudenzio Capelli, rédacteur en chef de Topolino, un conflit avec Scarpa a eu lieu, et il a décidé de ne plus dessiner les histoires de Cimino, selon certains, également en raison de divergences politiques[réf. nécessaire].

## Affaire judiciaire
Rodolfo Cimino est impliqué dans une enquête lorsque l'homme d'affaires de Trévise Roberto Coletto, se voyant concerné par des dissimulations au plus haut niveau, avoue une série d'actes illicites qui ont eu lieu aussi bien en Ombrie (entraînant de nombreuses arrestations) que lors de ses activités en Vénétie dans la première moitié des années 1980. Cimino est alors arrêté dans la nuit du 5 février 1986 avec d'autres collègues de son parti et quelques employés municipaux, accusé d'avoir favorisé la Saveco, une entreprise de construction endettée reprise par Coletto lui-même, dans le financement et l'attribution de nombreux marchés de travaux publics, en échange de pots-de-vin au parti ou à des particuliers. Saveco n'aurait pas été la seule entreprise vénitienne contrainte de verser des pots-de-vin au Parti socialiste italien. Lors du procès, Cimino est condamné à quatre ans et demi de prison et à une amende de 50 millions de lires (soit environ 25 800 €) pour extorsion et violation de la loi sur le financement public des partis politiques, mais en 1987, la cour d'appel annule la condamnation. En 1990, les charges contre Cimino sont abandonnées et le tribunal de Venise l'acquitte en raison de la prescription.